# Студія звукозапису

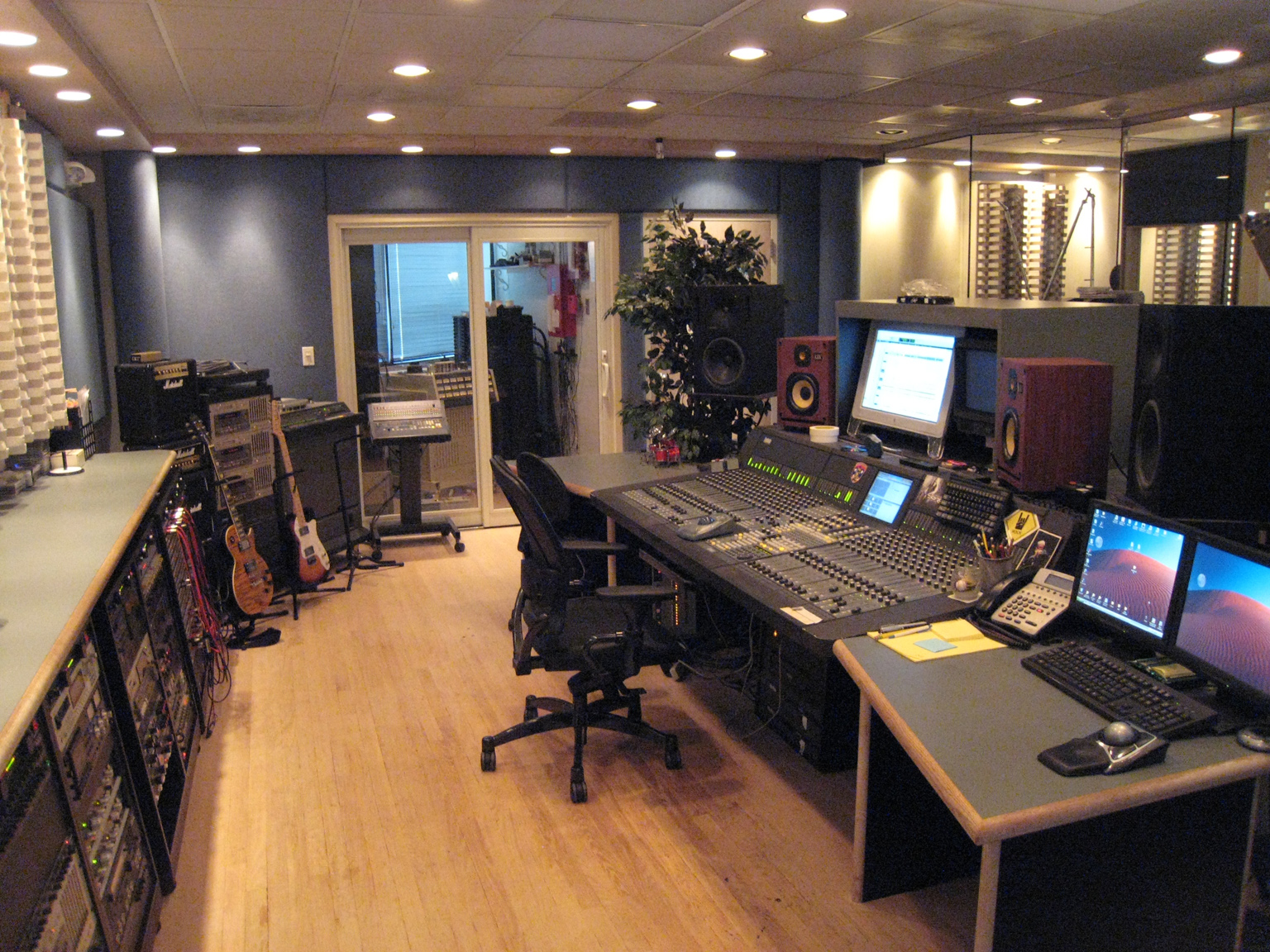
Контрольна кімната студії з пультом мікшера і моніторами.

Студія звукозапису (також звукозаписна студія, студія звукозапису [Архівовано 6 квітня 2022 у Wayback Machine.]; англ. recording Studios) — спеціальне приміщення (або також заклад, який має таке приміщення обладнаний відповідним устаткуванням), створене для запису та обробки звуку.

## Приміщення
Приміщення студії звукозапису складається з кімнати звукоінженера, кімнат для запису, музичних інструментів, і в окремих випадках — з кімнати прослуховування. 
До приміщень, де проводиться безпосередньо звукозапис, є спеціальні вимоги: звукоізоляція і звукопоглинання. 
Звукопоглинання досягається за рахунок кріплення спеціальних звукопоглинальних матеріалів на стіни і стелю. Ці матеріали мають високий показник поглинання (гасіння) аудіохвилі на певних частотах, що сприяє видаленню луни (натуральної реверберації). Таким чином, матеріали вибираються для конкретних приміщень, де буде проводитися звукозапис конкретних інструментів. Наприклад, для звукоізоляції приміщень, де проводиться запис вокалу, використовуються такі матеріали як поролон, вата, ковролін або їх комбінації (ці матеріали мають гарне поглинання в діапазоні від 3 кГц до 9—10 кГц), що не зовсім прийнятно для приміщень, де проводиться запис таких інструментів як барабани або контрабас (де потрібні використання спеціальних композитних панелей для поглинання низьких і субнизьких частот). 
Звукоізоляції домагаються за рахунок спеціальної конструкції стін студії. Їх потовщують і створюють по можливості кілька стін, розділяючи їх вузькими проміжками, в які засипається пісок або інші матеріали, здатні поглинути енергію звукової хвилі. Ці зміни дозволяють ізолювати студію як від шумів ззовні, так і в зворотному напрямку. Також використовують звукоізолюючі матеріали: акустичний поролон, плити зі скловолокна, звукоізоляційні плівки тощо.

## Обладнання студії
Устаткування студій звукозапису складається, головним чином, з пристроїв, здатних вловити звук (мікрофони, звукознімачі), обробити звук (мікшери, сигнальні процесори, компресори, комп'ютерні плагіни і.т.д.) записати звук (DAT-магнітофони, жорсткі диски, аналогові звукозаписні пристрої) та відтворити звук (студійні монітори, студійна акустика). 
Студійні монітори — невід'ємна частина студії звукозапису. Функція студійних моніторів не лише у відтворенні звуку, але і в його моніторингу. Моніторинг — найважливіша складова студії. Для моніторингу застосовуються студійні навушники і студійні монітори (студійна акустична система). Без студійних моніторів моніторинг звуку в студії не проводиться.

## Мікрофони
Мікрофони дозволяють конвертувати акустичну хвилю в електричні або ємкісні коливання. В наш час[коли?] на всіх студіях звукозапису використовуються в основному конденсаторні, стрічкові та лампові мікрофони. Вони відрізняються своїми частотними і динамічними характеристиками, чутливістю і спрямованістю. Вокальні мікрофони як правило конденсаторні або стрічкові побудовані на великій мембрані, мають підвищений динамічний і частотний діапазон і високу чутливість (малий час відгуку). Вони встановлюються на спеціальній гумовій підставці (іноді її називають павук) для запобігання передавання вібрацій на корпус мікрофона. 
Інструментальні мікрофони це особистий вибір кожного виконавця. Для запису смичково-струнних інструментів частіше використовують вузькоспрямовані конденсаторні мікрофони з підвищеною чутливістю на певних частотах для передачі особливостей конкретного інструменту.

## Мікшерний пульт
Мікшер являє собою пристрій з безліччю аудіовходів, аудіовиходів і комутаторів. Дозволяє підсумовувати всі джерела звуку (сигналу) в потрібній гармонії. Кожне джерело проходить через безліч каскадів обробки як передпідсилення, еквалізація, панорамування, підсумовування з альтернативним джерелом і т.д. При цьому один такий оброблений сигнал може бути перенаправлений на інший аудіовхід пульта мікшера за допомогою панелі комутації. Складна система аудіовходів - виходів дозволяє каскадообразно обробити аудіосигнал і в кінцевому підсумку включити його в загальний мікс. Мікшерний пульт є чимось на зразок серця звукозаписної студії.

## Віртуальний мікшерний пульт
Комп'ютер, оснащений спеціальним устаткуванням, може замінити мікшерний пульт. Мультимедійні студії є недорогим вибором і хорошою альтернативою класичним студіям звукозапису. Вони оснащені багатоканальними звуковими картами студійного класу і спеціальним програмним забезпеченням, яке в умілих руках перетворює комп'ютер на потужну студію звукозапису. Віртуальний мікшер в таких програмах як Cubase або Adobe Audition має ідентичний класичному аналоговому мікшера набір функцій. 